# Хома Лебідь
Хома Лебідь (справжнє прізвище Хома Дмитрович Сидоренко; нар. 6 жовтня 1893, с. Медвин — пом. 24 липня 1956, м. Сольн, Франція) — український військовик, офіцер царської армії, активний учасник українських визвольних змагань.

## Життєпис
Ветеран Першої світової війни. У 1918 — учасник Вільного козацтва у Медвині. У 1920 році був очільником Медвинського антибільшовицького повстання. Після поразки Медвинського повстання емігрував разом з дружиною Оленою у 1921 року до Польщі, потім до Франції. Молодший брат Хоми Микита Сидоренко, який також брав участь у повстанні, залишився в Медвині, а в 1938 році, під час Великого Терору був розстріляний. Мешкав на Півночі Франції у Сольні. Тут у родині Хоми і Олени Сидоренків з'явилися четверо дітей: Борис, Ольга, Олеся та Поліна. Був активним учасником української громади у Франції, співав в українському хорі. В останні роки працював на доменній печі у м. Сольні на півночі Франції.
Помер 24 липня 1956 року у Франції.